# Simôn Chu Khai Mẫn
Simôn Chu Khai Mẫn S.J. (1868 - 1960; tiếng Trung:朱開敏; tiếng Anh:Simon Zhu Kai-min hoặc Chu/Tsu Kai-min) là một Giám mục người Trung Quốc của Giáo hội Công giáo Rôma. Ông nguyên là Giám mục chính tòa Tiên Khởi Giáo phận Hải Môn. Trước đó, Giám mục này cũng đảm nhận vai trò Đại diện Tông Tòa duy nhất Hạt Đại diện Tông Tòa Hải Môn.

## Tiểu sử
Giám mục Simôn Chu Khai Mẫn sinh ngày 30 tháng 10 năm 1868 tại Thượng Hải, thuộc Trung Quốc. Khoàng 20 tuổi, chàng trai trẻ họ Chu quyết định gia nhập Dòng Tên, có kí hiệu viết tắt S.J. sau tên. Sau quá trình tu học dài hạn tại các cơ sở chủng viện theo quy định của Giáo luật, ngày 28 tháng 6 năm 1898, Phó tế Chu, 30 tuổi, tiến đến việc được truyền chức linh mục. Tân linh mục cũng nằm trong số các linh mục thuộc Dòng Tên.
Sau gần 30 năm thực hiện các nghi lễ tôn giáo với sứ vụ là một linh mục, ngày 2 tháng 8 năm 1926, tin tức từ Tòa Thánh loan báo việc Giáo hoàng đã xác nhận, tuyển chọn linh mục Simon Chu Khai Mẫn, 58 tuổi, gia nhập Giám mục đoàn Công giáo hoàn vũ, với vị trí được trao phó là Đại diện Tông Tòa Hạt Đại diện Tông Tòa Hải Môn và danh hiệu Giám mục Hiệu tòa Lesvi. Lễ tấn phong cho vị tân chức, cùng 5 giám mục người Trung Quốc khác đã được tổ chức sau đó vào ngày 28 tháng 10 cùng năm, mở đầu sau 240 năm kể từ vị Giám mục người Trung QUốc đầu tiên và duy nhất, tấn phong 1685. Chủ phong cho tân giám mục là Đương kim Giáo hoàng, Giáo hoàng Piô XI. Hai vị khác, với vai trò phụ phong, gồm có Tổng giám mục Tổng quản lý Beatissima Vergine Maria del SS.mo Rosario, Carlo Cremonesi và Tổng giám mục Celso Benigno Luigi Costantini, Khâm sứ Tòa Thánh tại Trung Quốc.
20 năm sau đó, Tòa Thánh thông báo nâng cấp Hạt Đại diện Tông Tòa Hải Môn thành Giáo phận Hải Môn. Đồng thời, Tòa Thánh cũng xác nhận tái bổ nhiệm Giám mục Simon Chu Khai Mẫn làm quản lý giáo phận, với chức danh mới là Giám mục chính tòa. Các tin trên công bố vào ngày 11 tháng 4 năm 1946.
Ngày 22 tháng 2 năm 1960, Giám mục Chu qua đời, thọ 92 tuổi, với 62 năm linh mục và 34 năm giám mục.